# Xələc (Şərur)
Xələc è un comune dell'Azerbaigian situato nel distretto di Şərur.